# Associazione Olimpica e dei Giochi del Commonwealth dell'eSwatini
L'Associazione Olimpica e dei Giochi del Commonwealth dell'eSwatini (nota in inglese come eSwatini Olympic and Commonwealth Games Association e fino al 2018 Swaziland Olympic and Commonwealth Games Association in inglese) è un'organizzazione sportiva swazilandese, nata nel 1971 a Mbabane, eSwatini.
Rappresenta questa nazione presso il Comitato Olimpico Internazionale (CIO) dal 1972 ed ha lo scopo di curare l'organizzazione ed il potenziamento dello sport in eSwatini e, in particolare, la preparazione degli atleti swazilandesi, per consentire loro la partecipazione ai Giochi olimpici. L'organizzazione è, inoltre, membro dell'Associazione dei Comitati Olimpici Nazionali d'Africa.
L'attuale presidente dell'associazione è Robert Zombodze Magagula, mentre la carica di segretario generale è occupata da Victor Musawenkhosi Shabangu.